# دختر رؤیاهای شما
دختر رویاهای شما (اسپانیایی: La niña de tus ojos‎) یک فیلم درام به کارگردانی فرناندو تروئبا است که در سال ۱۹۹۸ منتشر شد.
فیلم دربارهٔ یک هنرپیشه خیالی به نام «ماکارِنا گرانادا» است که یوزف گوبلز عاشق او می‌شود.
این فیلم برندهٔ ۷ جایزه گویا شد (از جمله «بهترین فیلم» و «بهترین بازیگر زن» برای پنه‌لوپه کروز) و نامزدِ دریافتِ خرس طلایی در ۴۹مین دورهٔ جشنواره بین‌المللی فیلم برلین بود.

## بازیگران
- پنه‌لوپه کروز
- آنتونیو رسی‌نس
- سانتیاگو سگورا
- هانا شیگولا
- لولس لئون
- گوتز اوتو
- خسوس بونیا
- یوهانس زیلبرشنایدر در نقش یوزف گوبلز